# Choroba Carolego
Choroba Carolego (ang. Caroli disease) – to dziedziczne schorzenie wewnątrzwątrobowych dróg żółciowych, o typie dziedziczenia najczęściej autosomalnym recesywnym, rzadziej autosomalnym dominującym, przejawiające się powstawaniem poszerzeń (tak zwanych torbieli, które jednak nie spełniają kryteriów histologicznych rozpoznania torbieli, gdyż nie są wysłane nabłonkiem) dróg żółciowych.
W jej przebiegu dochodzi do rozwoju nadciśnienia wrotnego i marskości wątroby.